# Мораесит
Мораесит (рос. мораэсит; англ. moraesite; нім. Moraesit m) — мінерал, водний основний фосфат берилію.

## Загальний опис
Хімічна формула: Ве2(OH) [PO4]•4H2O.
Склад у % (з Бразилії): ВеО — 25,28; Р2О5 — 34,76; Н2О — 39,80; нерозчинний залишок (0,30).
Домішки: Fe2О3 (0,11);
Сингонія моноклінна.
Утворює променисті сфероліти, грубоволокнисті кірочки, тонкоголчасті, довгопризматичні кристали.
Спайність досконала у двох напрямах.
Густина 1,805.
Колір білий.
Зустрічається в берилоносних пегматитах, де утворюється на заключних стадіях формування пегматитів у процесі заміщення берилу пізніми розчинами, які містять фосфор. Відомий у шт. Мінас-Жерайс (Бразилія).
Рідкісний.
Названий за прізвищем бразильського геолога Л. Ж.Мораеса (L.J.Moraes), M. L. Lindberg, W. T. Pecora, A. L. de Barbosa, 1953.